# Torre Bargallona
La torre Bargallona és un edifici de Cambrils (Baix Camp) inclòs a l'Inventari del Patrimoni Arquitectònic de Catalunya.

## Descripció
És una antiga torre de planta quadrada, de la qual sols es conserva dempeus una de les parets, en la que es recolzen altres tres fetes poc després d'enderrocar les originals. L'obra és paredat de filada, reforçada amb pedres grosses en els angles. Tenia una alçada indeterminada, superior als tres metres, altura que es conservava a mitjan segle xx. Tenia la porta situada a la façana, que donava a la carretera de València, desplaçada cap a l'angle esquerra, probablement protegida des de dalt per un matacà. Els murs són molt gruixuts. La part original queda fora de l'establiment, perpendicular a la carretera.

## Història
És una torre de defensa construïda segurament el segle xvi, com les altres de la contrada, per a protegir-se dels atacs i desembarcaments dels pirates berberiscs. Aquesta torre, junt amb la de la Guineu o del Mas del Bisbe, controlava la carretera o camí des de Vilafortuny a l'interior, i el pas de l'antiga via romana, que passa paral·lela i sota l'actual CN-340. A principis del segle xx, es conservaven restes d'un possible mas al seu darrere, que J. Serra identificava com "parets, que el mateix poden ser d'un altre fortí que restes d'algun dipòsit d'aigua", amb puntals o contraforts. Damunt de la porta hi havia una rajola amb la inscripció "Cuartel/Moro/nº 19", potser relacionat amb el cadastre. En fer-se un establiment dedicat a la venda de plantes (viver-jardineria), s'enderrocà en les tres quartes parts.